# Apelsinstump
Apelsinstump (Carinina ochracea) är en djurart som tillhör fylumet slemmaskar, och som beskrevs av Sundberg, Chernyshev, Kajihara, Kånneby och Strand 2009. Apelsinstump ingår i släktet Carinina, ordningen Palaeonemertea, klassen Anopla, fylumet slemmaskar och riket djur. Arten är reproducerande i Sverige.